# Провінція Суо
Провінція Суо (яп. 周防国 — суо но куні, «країна Суо»; 防州 — босю, «провінція Суо») — історична провінція Японії у регіоні Тюґоку на заході острова Хонсю. Відповідає східній частині сучасної префектури Ямаґуті.

## Короткі відомості
Провінція Суо була утворена у 7 столітті. Її адміністративний центр знаходився у сучасному місті Хофу. Землі провінції славилися відмінною деревиною.
У 13 століття територією Суо відав рід Ходзьо, фактичний лідер Камакурського сьоґунату. У 14 столітті провінція перейшла під контроль роду Оуті, який перетворив її на центр своєї незалежної «держави». Аж до середини 16 століття, коли рід Оуті зникне у результаті заколоту васалів і війни з родом Морі, Суо була одним із найважливіших японських політико-культурних центрів. Володарі цієї провінції визнавалися тогочасним Китаєм «королями Японії».
У 1552 році, за підтримки Оуті, у провінції Суо була збудована християнська церква. Однак з приходом нового господаря, роду Морі, християни почали зазнавати утисків.
У період Едо (1603—1867) провінція Суо була розділена 2 володіння хан, які перебували під контролем роду Кіккава, родича Морі. Разом із самураями сусідньої провінції Наґато, Кіккава брали участь у поваленні сьоґунату і створенні уряду Японської імперії у середині 19 століття.
У результаті адміністративної реформи 1871 року, провінція Суо увійшла до складу префектури Ямаґуті.

## Повіти
- Йосікі 吉敷郡
- Куґа 玖珂郡
- Кумаґе 熊毛郡
- Оосіма 大島郡
- Саба 佐波郡
- Цуно 都濃郡